# Slidepark Aquaventura
Slidepark Aquaventura is een outdoor glijbanenpark in het Nederlandse attractiepark Avonturenpark Hellendoorn dat geopend is in juni 2013. De totale oppervlakte van het park is 5000 m². Het heeft elf waterglijbanen van verschillende lengtes. De glijbanen hebben elk een uitglijdbak en er is geen zwembad aanwezig. Het is het eerste outdoor glijbanenpark in een pretpark in Nederland. Het kan alleen bezocht worden in combinatie met een bezoek aan het Avonturenpark Hellendoorn.

## Glijbanen
Een lijst met alle glijbanen uit het park:
| Naam           | Snelheid | Lengte  | Hoogte  | Manier van glijden |
| -------------- | -------- | ------- | ------- | ------------------ |
| PurpleTorpedo  | 30 km/h  | 17,7 m  | 2,85 m  | Zonder band        |
| Funtasy        | 28 km/h  | 19 m    | 2,85 m  | Zonder band        |
| Pirates Splash | 13 km/h  | 31,5 m  | 2,85 m  | Zonder band        |
| Rainbow Racer  | 41 km/h  | 64,7 m  | 9,81 m  | Zonder band        |
| DoubleTrouble  | 13 km/h  | 24,1 m  | 4,79 m  | Zonder band        |
| Tornado Twist  | 13 km/h  | 67,2 m  | 7,64 m  | Zonder band        |
| Twist & Twirl  | 15 km/h  | 88,5 m  | 10 m    | Zonder band        |
| Wacky Wave     | 44 km/h  | 26,6 m  | 9,5 m   | Met band           |
| Green Fall     | 41 km/h  | 36,8 m  | 10 m    | Zonder band        |
| Dark devil     | 17 km/h  | 107,2 m | 10 m    | Met band           |
| Xtreme         | 35 km/h  | 141,8 m | 13,72 m | Met band           |